# Morti nel 1001
| Questa pagina contiene informazioni ricavate automaticamente dalle voci biografiche con l'ausilio del template Bio e di un bot. L'aggiornamento è periodico e automatico e ricostruisce completamente la pagina. Se manca una persona in questa lista, sei pregato di non aggiungerla, ma accertati piuttosto che la sua voce biografica contenga il template Bio e che i dati anagrafici siano correttamente compilati. Se il template Bio manca, inseriscilo tu stesso o, in alternativa, metti l'avviso {{tmp\|Bio}} che ne segnala la mancanza. Se i dati riportati sono sbagliati, correggi direttamente la voce biografica; le modifiche saranno visibili in questa lista entro pochi giorni. Per chiarimenti vedi il progetto biografie. La lista contiene solo le 10 persone che sono citate nell'enciclopedia e per le quali è stato implementato correttamente il template Bio. Pagina aggiornata al 2 mag 2025. |

- 13 gennaio - Fujiwara no Teishi, imperatrice giapponese (n. 977)
- 21 maggio - Teobaldo di Vienne, vescovo e santo francese
- 26 agosto - Giovanni XVI, vescovo e cardinale italiano
- 21 dicembre - Ugo II di Toscana, sovrano
- Alfano, arcivescovo italiano
- Dietmaro I di Corvey, abate tedesco
- Gerberga II di Gandersheim, badessa tedesca
- Jayavarman V, sovrano cambogiano (n. 958)
- Zànníng, monaco buddista cinese (n. 920)
- Ademaro di Spoleto, nobile italiano